# Gerygone olivacea
Gerygone olivacea là một loài chim trong họ Acanthizidae.